# Johanna Köberl
Johanna Köberl (* 30. November 1965 in Bad Aussee) ist eine österreichische Politikerin (SPÖ) und Pflegehelferin. Sie war von 2010 bis 2015 Mitglied des österreichischen Bundesrates und von 2008 bis 2015 Vizebürgermeisterin der Stadtgemeinde Bad Aussee.

## Ausbildung und Beruf
Köberl besuchte von 1972 bis 1976 die Volksschule in der Folge von 1976 bis 1980 die Hauptschule in Bad Aussee. Sie wechselte danach von 1980 bis 1981 an die Haushaltungsschule in Bad Aussee und erlernte danach von 1981 bis 1984 den Beruf der Drogistin, wobei sie parallel die Landesberufsschule in Graz besuchte. Nach dem Abschluss ihrer Lehre arbeitete Köberl jedoch nicht in ihrem erlernten Beruf der Drogistin, sondern begann 1986 eine Ausbildung zur Stationsgehilfin an der Krankenpflegeschule in Leoben (Schule für allgemeine Gesundheits- und Krankenpflege und Kinder- und Jugendlichenpflege am Landeskrankenhaus Leoben), die sie 1987 abschloss. Sie arbeitete von 1986 bis 1993 als Stationsgehilfin und ließ sich 1993 am BFI Salzburg zur Pflegehelferin ausbilden. In der Folge war sie von 1993 bis 2009 als Pflegehelferin an der Sonderkrankenanstalt der PVA in Bad Aussee beschäftigt. Daneben absolvierte Köberl von 2004 bis 2007 eine  Ausbildung zur Dipl. Shiatsutherapeutin. Sie wechselte 2009 in den Beruf einer Sachbearbeiterin bzw. in das Medizinische Sekretariat der Sonderkrankenanstalt der PVA in Bad Aussee und ist auf Grund ihrer politischen Tätigkeit derzeit karenziert.

## Politik und Funktionen
Köberl wurde 1997 zur Vorsitzenden des Angestellten-Betriebsrates der Sonderkrankenanstalt der PV Bad Aussee gewählt. Am 21. Oktober 2010 wurde sie erstmals als aus der Steiermark entsandtes Mitglied des Bundesrats angelobt. Sie war im Bundesrat als Schriftführerin im Ausschuss für Sportangelegenheiten aktiv und zudem Mitglied im Ausschuss für BürgerInnenrechte und Petitionen, Mitglied im
Ausschuss für Familie und Jugend, Mitglied im Ausschuss für Sportangelegenheiten und Mitglied im Gesundheitsausschuss. Nach der Landtagswahl in der Steiermark 2015 und der dadurch bedingten Neuwahl der Bundesrats-Mitglieder durch den Steirischen Landtag schied Johanna Köberl am 15. Juni 2015 aus dem Bundesrat aus.
Lokalpolitisch engagierte sie sich seit 2000 als Mitglied des Gemeinderates der Stadtgemeinde Bad Aussee, wobei sie 2008 das Amt der Vizebürgermeisterin von Bad Aussee übernahm. Nach den Gemeinderatswahlen in der Steiermark 2015 legte sie ihre kommunalpolitischen Ämter zurück. Innerparteilich wirkt sie seit 2011 als stellvertretende Bezirksparteivorsitzende der SPÖ Liezen, des Weiteren ist sie seit 2001 stellvertretende Bezirksfrauenvorsitzende im Bezirk Liezen seit 2011.